# ソンクラーン

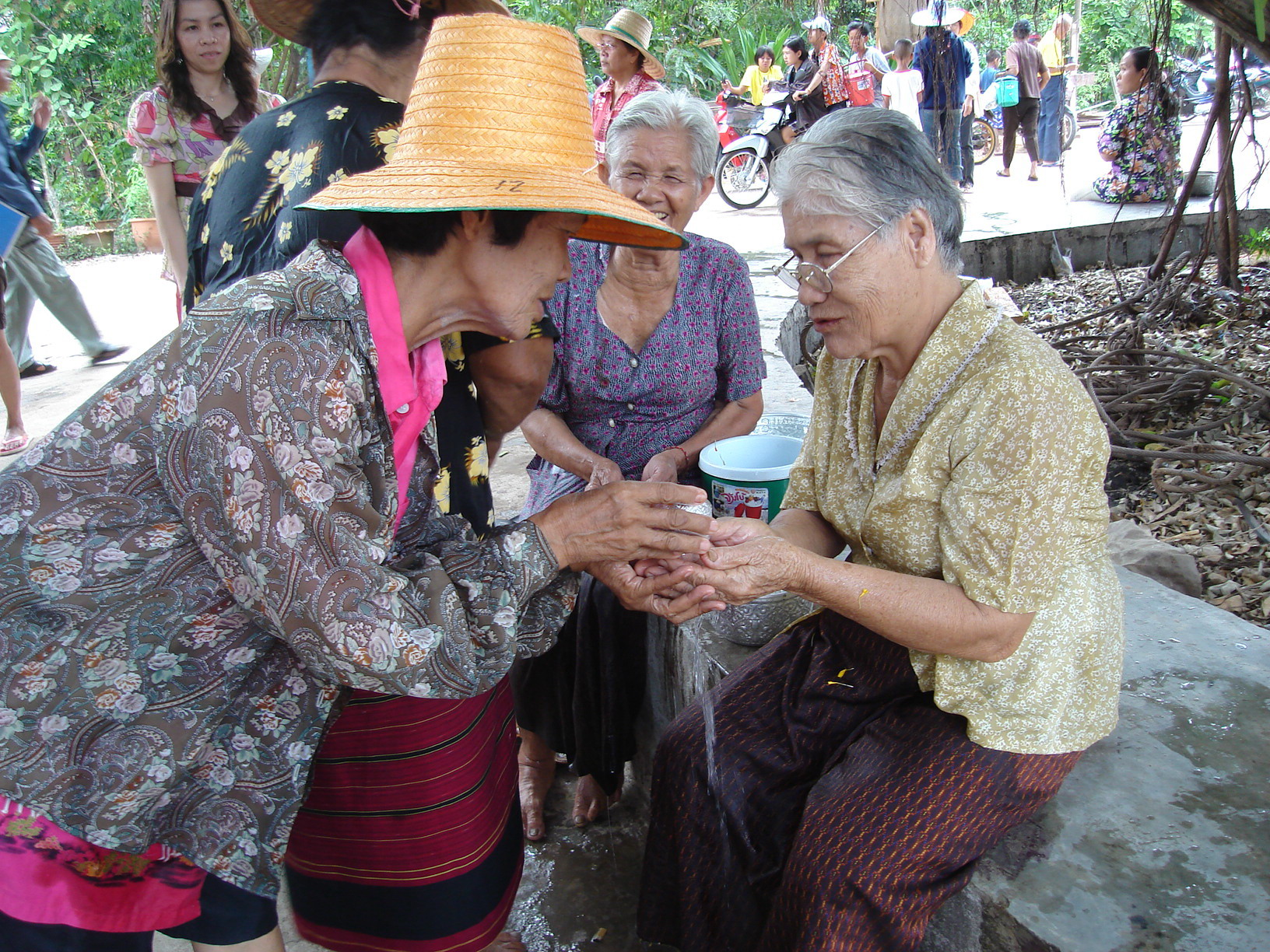
2007年ウッタラディット県ムアンウッタラディット郡のクンタパオ村におけるソンクラーンの水掛の儀式。非常に伝統的なスタイルの祝い方で、年少者が年長者の手に少量の水をかけ敬意を表している。

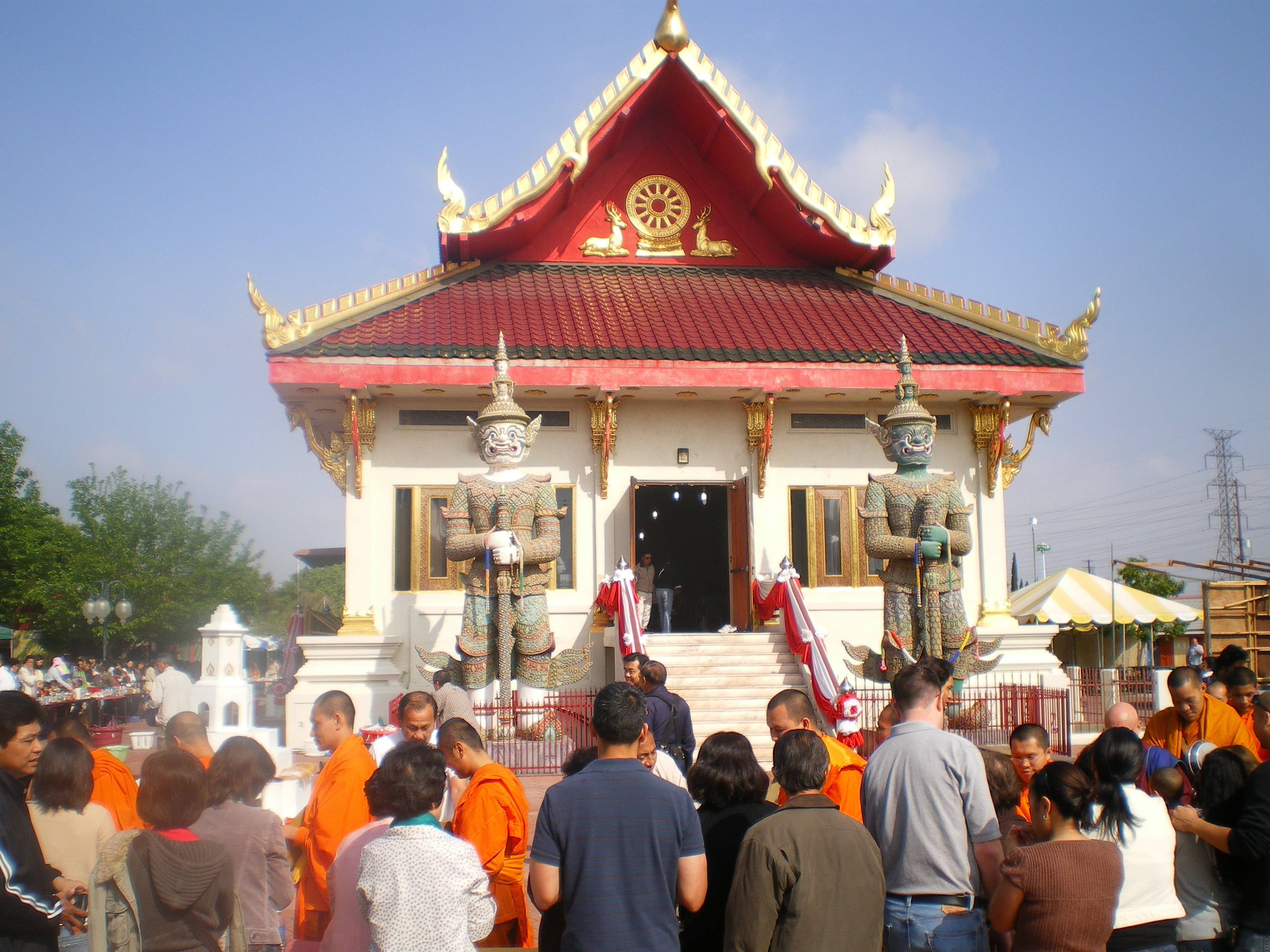
ロサンゼルスのワットタイにおけるソンクラーン

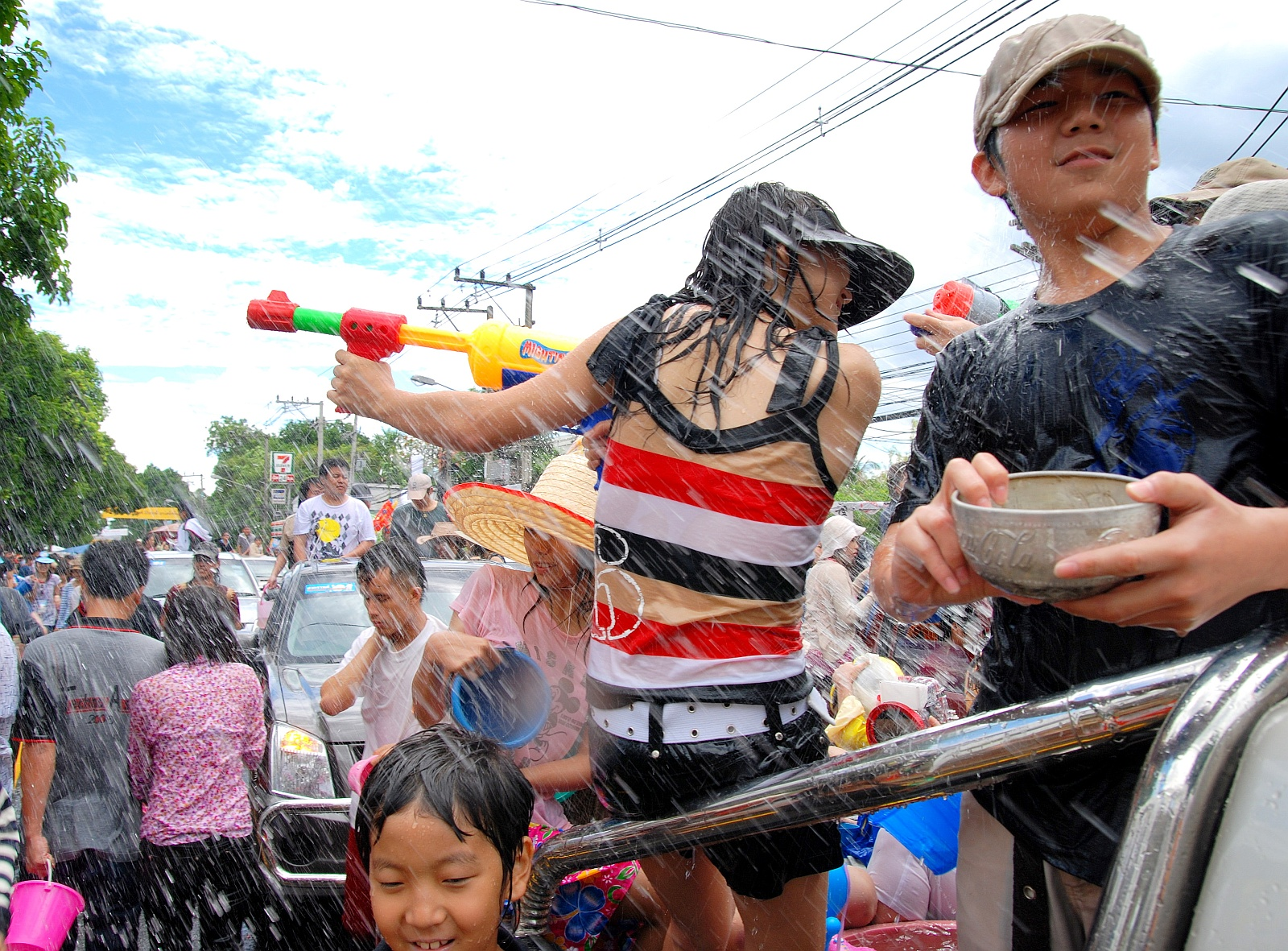
チェンマイの水掛けの様子

ソンクラーン (ソンクランとも、สงกรานต์、英語表記はSongkran Festival) とは、タイ王国における旧正月のことであり、チュラ・サッカラート（タイの旧暦）の新年である。現在、政府によって4月13日から15日（仏暦・西暦）に固定されており、祝日になっている。帰省など旅行する人が多い。
また、ソンクラーンの前後約10日間はテーサカーン・ソンクラーン（ソンクラーン期間）と呼ばれ、休日ではないが祭典が行われることがある。
元々は純粋に新年のお祝いであり、家族が一堂に集って共同で仏像のお清めを行ったり、年輩の家族のお清めを行ったりする期間であったが、後に単なる水の掛け合いに発展したため、現在では新年と言うよりも祭りという色彩が強い。このため日本では（タイの）水掛け祭りという言い方もする事がある。
なお、同じ趣旨の祭日がミャンマーやスリランカ、カンボジア、ラオスにも存在する。ミャンマーの旧正月に関しては「ティンジャン」を参照。

## 日付
ソンクラーンの語源であるサンスクリット語の'saṃkrānti' は「移動・経路」を意味する言葉であり、天文学的には太陽が白羊宮（おひつじ座）に入ることを意味する。この太陽の公転のみで決まる太陽年は、黄道の1周で決まる回帰年より毎年20分ほど短く、およそ70年で1日ずつグレゴリオ暦との間でズレが生じる。
伝統的にソンクラーンは正月の意味合いが強かったが、1889年以降はチュラ・サッカラートが廃止され、4月1日（西暦）を新年と定めることになったため正月の意味が薄れた。1941年にはグレゴリオ暦を導入し、仏暦を修正したことにより、1月1日（西暦）が元日とされた。一方で、ソンクラーンに行われていたお清めの習慣は現在まで存続し、もう一つの正月として機能している。なお週末とソンクラーンが重なった場合は翌週に振り替え休日が来ることになっている。
なお、仏像のお清めなど宗教的なことも行われるが、仏教の祭日ではない。

## 概要
元々、正月であったため、帰郷の時期と言う意味合いが強い。また、連休であることや都会に出ていた家族が戻ってくることなどから一家総出での旅行も少なからず行われる。このため、国内の交通や観光地の宿泊施設は飽和状態になる。一方、商店やオフィスも閉じるため、通常日に賑わっているところは閑散とする。
基本的には、仏像や仏塔に水をかけてお清めをしたり、家族の年長者の手に水をかけお清めをして相手に敬意を示したりする。また、家の大掃除も行われることがある。
近年では、ソンクラーンが一年で最も暑い時期に行われることなどから、特に若年層を中心に、単なる水掛け祭りに変質している。この「祭り」においては見ず知らずの相手にさえ水を掛け合う。この場合、水を掛けるところは手のみに限定されず、水をかける行為自体「敬意を払う」ため無礼講状態となる（ただし、僧侶には水をかけない）。水の掛け合いには水鉄砲を用いる。他にも、家の前に水の入ったドラム缶を置くあるいは家の前までホースを延長させ、道行く人やタクシーやバスの乗客にも水をかけたり、ピックアップトラックの積み荷部分に水の入ったドラム缶を載せ、町中の人に水をかけ回る例もある。また、水を積んだ対向車同士での派手な掛けあいもよく見られる。さらに、冷却効果を高めるために、メントール配合のベビーパウダーを溶かした水を掛けることもある。この水掛けは全国で行われているが、北部のチェンマイにおける水掛けが最も派手なものとして知られる。
一方、この様な無礼講の祭りによる問題も多数発生している。ソンクラーンの期間中には人々がお祭り気分に包まれるため、酒気帯び運転が多くなると言われている。また、走行中の車・バイクに水をかけることも多く、水を被った酒酔いドライバーやライダーが事故を起こすこともある。
この問題は政府も大きな関心を示しており、毎年、ソンクラーン期間中（特に4月11-17日）は飲酒運転を警戒して臨時の検問所の設置を行ったり、ドライバーにはスリップのリスクを回避するため、速度をゆるめて運転することを呼びかけている。一方で水掛けを行う人には節度をもって参加するようにも呼びかけているが、あまり効果が上がっていない。
日本では代々木公園で、2011年よりソンクランフェスティバルというイベントが開かれている。ソンクラーンのみならず、タイの文化全般を紹介するイベントである（実質上は、駐日タイ王国大使館が主催する「タイ・フェスティバル」の一部）。2014年は5月10日と11日に開催されるなど、必ずしもタイ本国のソンクラーンと一致した日付で開催されるわけではない。
2012年3月にタイ政界の実力者がソンクラーンの「水かけ祭り」に日本のAV女優を中心としたアイドルグループの恵比寿マスカッツを招くと表明し、タイ各紙が大きく報じたことがある。
2013年からビザの緩和によって来日するタイ人が多くなってきている。
2023年にユネスコの無形文化遺産に登録された。

## 人気の市
ソンクラン祭りで人気のある都市は、バンコク、チェンマイ、コンケーンの順で挙げられる。

### バンコク
バンコクにおけるソンクラン祭りの中でも、シーロム通りとカオサン通りは最も人気が高く、特に多くの人々で賑わう水かけの名所です。（シーロムでの水かけは14日までに限られている）このほかにも、バンコク各地には数多くの水かけスポットが点在しており、特にアイコンサイアムやサイアム・パラゴンといった大型ショッピングモールでは、さまざまなイベントが開催され、多くの来場者で活気づきる。

### チェンマイ
チェンマイのソンクラン祭りにおける特徴の一つは、街の中心部に正方形の形をした堀（クーモアン）があること。この堀の周囲は全長6キロ以上あり、日中には多くの人々がその周辺で水かけを楽しみる。堀の周辺以外にも、人気の水かけスポットとしてはターペー通りとニマンヘミン通りがあり、これらの場所では昼間から深夜0時頃まで盛大に水かけが行われる。(特にニマンヘミン通りでは4月16日まで水かけが続けられる) また、郊外ではジョムトン郡で開催される大規模なイベント「マイカムの行列（木製の支柱を担いで練り歩く行事）」が有名で、これは4月15日の夜に行われ、毎年数万人の人々が参加しる。

### コンケーン
コーンケン県にあるカオニャオ通りは、タイ国内で最大規模のソンクラン水かけ通りとして知られている。ここでは、1日あたりおよそ7万人もの人々が水かけを楽しみに訪れる。